# Rikard Lindström
Fler personer med samma namn, se Richard Lindström
Rikard Magnus Lindström, född den 28 september 1882 i Stockholm, död där den 20 oktober 1943, var en svensk målare, tecknare, grafiker och författare, mest känd för sina målningar med skärgårdsmotiv.

## Biografi
Som ung studerade Lindström vid Konstakademien i Stockholm där han skrevs in 1901 och för Kristian Zahrtmann i Köpenhamn 1902–1905 samt under studieresor till Paris. 
Lindström tillhörde flanörernas släkte och förde ständigt ett kringflackande liv som kom att återspegla sig med motiv från områden som Stockholms skärgård, Västkusten, Åland men Lofoten kom att dominera hans konst som skildrade havslandskapet i vila och i rörelse. Han avbildade ofta segelfartyg akterifrån.
Av folktyperna i skärgården gjorde han en kärv verklighetsskildring, som förråder hans sympati med modellerna. Färgen i hans konst har beskrivits som "kraftig men välstämd".
Han tillhörde den yngre delen av Konstnärsförbundet och blev med tiden en beskyddare av förbundets traditioner och inspirerades och uppmuntrades av de äldre medlemmarna som Karl Nordström och hans nationellt-romantiska måleri. Som medlem i Konstnärsförbundet medverkade han i förbundets utställning 1907 och i flera av de följande utställningarna. Separat ställde han ut på Gummesons konsthall 1921, 1932, 1933 och 1935 samt på
Liljevalchs konsthall 1924 och Konstnärshuset 1938 och 1941. Tillsammans med J.A.G. Acke ställde han ut på salong Joël 1913. Han medverkade i flera utställningar arrangerade av Sveriges allmänna konstförening och i samlingsutställningar i Berlin, Venedig och USA. En av Lindström planerad utställning på Konstnärshuset visades efter hans död 1944. Vid sidan av sitt eget skapande illustrerade han August Strindbergs Den romantiske klockaren på Rånö 1909  och han var en uppskattad kåsör i Dagens Nyheter samt skrev artiklar och notiser i Morgonbris.
Lindström var son till organisten Albert Esaias Lindström och Carolina Hedenwall samt gift 1907–1915  med författaren, journalisten och konstnären Martha Rydell-Lindström (1878–1956). Rydell-Lindström har i sin bok Med livets färger  skildrat deras gemensamma liv och öden, där hon lämnade ett porträtt stödjande sig på dagboksanteckningar och brev där han beskrivs som livsbejakare, naturälskande men med ett dubbelbottnat kynne som även rymde sårbarhet och vekhet.
Lindström finns avporträtterad vid Nationalmuseum av Olga Raphael Hallencreutz  och J.A.G. Acke.
Rikard Lindström är begravd på Norra begravningsplatsen utanför Stockholm.

## Museer med Rikard Lindströms konst[7]
- Moderna museet [17]
- Göteborgs konstmuseum [18]
- Thielska galleriet
- Stockholms stadsmuseum
- Norrköpings konstmuseum
- Helsingborgs museum [19]
- Sjöhistoriska museet [20]
- Västergötlands museum [21]
- Nordnorsk Kunstmuseum [22]
- Statens Museum for Kunst i Köpenhamn.
- Prins Eugens Waldemarsudde
- Zornmuseet
- Mariehamns stadshus
- samt vid museum i Helsingfors.[23]
- Örebro läns museum[24]